# Lech Kołakowski
Lech Antoni Kołakowski (ur. 13 czerwca 1963 w Zambrowie) – polski polityk, przedsiębiorca i samorządowiec, poseł na Sejm V, VI, VII, VIII i IX kadencji, w latach 2021–2023 sekretarz stanu w Ministerstwie Rolnictwa i Rozwoju Wsi.

## Życiorys
W 1992 ukończył studia z zakresu administracji na Wydziale Prawa i Administracji Uniwersytetu Warszawskiego. W latach 80. zaczął prowadzić gospodarstwo rolne, a od lat 90. prowadził również własną działalność gospodarczą w ramach rodzinnej firmy handlowej. W 1992 pracował w Urzędzie Wojewódzkim w Łomży, a w latach 1993–1997 był kierownikiem wydziału w Wojewódzkim Urzędzie Pracy. W latach 1998–2005 zasiadał w łomżyńskiej radzie miejskiej, od 2002 pełniąc w niej funkcję wiceprzewodniczącego.
W okresie PRL był członkiem ChSS i Unii Chrześcijańsko-Społecznej. Do 1989 był jednym z czterech wiceprzewodniczących łomżyńskiego PRON. Od 1991 należał do Porozumienia Centrum (był prezesem zarządu wojewódzkiego w Łomży), a następnie do Porozumienia Polskich Chrześcijańskich Demokratów (zasiadał w podlaskim zarządzie wojewódzkim tej partii). W 2001 dołączył do Prawa i Sprawiedliwości.
Z listy PiS w wyborach parlamentarnych w 2001 bez powodzenia kandydował do Sejmu, a w wyborach w 2005 został wybrany na posła V kadencji w okręgu podlaskim. W 2006 kandydował w wyborach na urząd prezydenta Łomży. Uzyskał 24,8% poparcia w 1. turze, w 2. przegrał z ubiegającym się o reelekcję Jerzym Brzezińskim. W wyborach w 2007 po raz drugi uzyskał mandat poselski, otrzymując 10 457 głosów. W 2010 również ubiegał się o funkcję prezydenta Łomży; w drugiej turze dostał 39,1% głosów, przegrywając z byłym posłem SLD Mieczysławem Czerniawskim.
W wyborach do Sejmu w 2011 z powodzeniem ubiegał się o reelekcję, dostał 13 502 głosy. W 2015 został ponownie wybrany do Sejmu, otrzymując 15 106 głosów. Został m.in. wiceprzewodniczącym Komisji do Spraw Unii Europejskiej. Powoływany na wiceprzewodniczącego klubu parlamentarnego PiS. W wyborach w 2019 utrzymał mandat na kolejną kadencję, uzyskując 16 138 głosów.
We wrześniu 2020 został przez prezesa PiS Jarosława Kaczyńskiego zawieszony w prawach członka partii za złamanie dyscypliny klubowej, głosując przeciwko nowelizacji ustawy o ochronie zwierząt. Przestał także pełnić funkcję pełnomocnika komitetu terenowego partii w Łomży. 17 listopada tego samego roku zapowiedział wystąpienie z PiS, co uczynił tydzień później (pomimo przywrócenia go 18 listopada w prawach członka partii), zostając posłem niezrzeszonym. W czerwcu 2021 dołączył do Partii Republikańskiej. W lipcu jako reprezentant tego ugrupowania powrócił do klubu parlamentarnego PiS. W tym samym miesiącu zrezygnował z sejmowego uposażenia, zostając posłem niezawodowym, a także objął stanowisko doradcy zarządu w państwowym Banku Gospodarstwa Krajowego. 30 listopada tego samego roku powołany na stanowisko sekretarza stanu w Ministerstwie Rolnictwa i Rozwoju Wsi (ze skutkiem od 1 grudnia tegoż roku). Nie kandydował w kolejnych wyborach w 2023. W grudniu tego samego roku zakończył pełnienie funkcji wiceministra.
W 2024 ponownie bezskutecznie ubiegał się o prezydenturę Łomży, zajmując ostatnie miejsce wśród 3 kandydatów.